# Saturnella
Saturnella es un género de foraminífero bentónico de la subfamilia Tolypammininae, de la familia Ammodiscidae, de la superfamilia Ammodiscoidea, del suborden Ammodiscina y del orden Astrorhizida. Su especie-tipo es Saturnella brookae. Su rango cronoestratigráfico abarca el Jurásico superior.

## Discusión
Clasificaciones previas incluían Saturnella en el suborden Textulariina del orden Textulariida.

## Clasificación
Saturnella incluye a las siguientes especies:
- Saturnella aenigmata †
- Saturnella auriculatum †
- Saturnella brookae †
- Saturnella ganelini †
- Saturnella kasachstanica †
- Saturnella kusnezovi †